# Dudley Roe
Dudley George Roe (* 23. März 1881 in Sudlersville, Queen Anne’s County, Maryland; † 4. Januar 1970 in Chestertown, Maryland) war ein US-amerikanischer Politiker. Von 1945 bis 1947 vertrat er den Bundesstaat Maryland im US-Repräsentantenhaus.

## Werdegang
Dudley Roe besuchte die öffentlichen Schulen seiner Heimat und danach bis 1903 das Washington College in Chestertown. Nach einem anschließenden Jurastudium an der University of Maryland in Baltimore und seiner 1905 erfolgten Zulassung als Rechtsanwalt begann er in Baltimore in diesem Beruf zu arbeiten. Gleichzeitig schlug er als Mitglied der Demokratischen Partei eine politische Laufbahn ein. Zwischen 1907 und 1909 saß er im Abgeordnetenhaus von Maryland. Von 1923 bis 1935 sowie nochmals in den Jahren 1939 bis 1943 gehörte er dem Staatssenat an; ab 1939 leitete er dort die demokratische Fraktion. Im Juni 1928 war er Delegierter zur Democratic National Convention in Houston, auf der Al Smith als Präsidentschaftskandidat nominiert wurde.
Bei den Kongresswahlen des Jahres 1944 wurde Roe im ersten Wahlbezirk von Maryland in das US-Repräsentantenhaus in Washington, D.C. gewählt, wo er am 3. Januar 1945 die Nachfolge von David Jenkins Ward antrat. Da er im Jahr 1946 nicht bestätigt wurde, konnte er bis zum 3. Januar 1947 nur eine Legislaturperiode im Kongress absolvieren. Während dieser Zeit endete der Zweite Weltkrieg. Nach dem Ende seiner Zeit im US-Repräsentantenhaus arbeitete Dudley Roe als Farmer, Getreidehändler und Bankier in Sudlersville. Er war zunächst einer der Direktoren und später bis 1967 Präsident der Sudlersville Bank of Maryland. Danach war er Vorstand des Aufsichtsrats. Er starb am 4. Januar 1970 in Chestertown und wurde in Sudlersville beigesetzt.